# Lianne La Havas
Lianne La Havas (* 23. August 1989 in London, England als Lianne Charlotte Barnes) ist eine britische Folk- und Soul-Sängerin, Songwriterin und Gitarristin.

## Biografie
Die Tochter einer Jamaikanerin und eines Griechen wurde in London geboren. Zu ihren musikalischen Vorbildern zählen Lauryn Hill, Jill Scott und Mary J. Blige. Bereits im Kindesalter lernte sie Klavier spielen, schrieb im Alter von elf Jahren ihren ersten Song und lernte mit 18 Jahren Gitarre spielen. Seit 2009 ist sie im Musikgeschäft tätig.
Als Background-Sängerin begleitete sie Paloma Faith auf Tour. Erste Band-Erfahrungen sammelte sie im kurzlebigen Projekt „The Paris Parade“ mit Christian Pinchbeck. 2010 erhielt sie einen Ausbildungsvertrag beim Major-Label Warner und der Künstleragentur CAA. 2011 erlangte La Havas Aufmerksamkeit durch zwei Auftritte im Internet: in den „Black Cab Sessions“ und in der „Take Away Show“ der französischen „Blogothèque“.
Im Oktober 2011 trug sie in der BBC-Fernsehshow Later with Jools Holland drei ihrer Lieder vor. In derselben Show trat auch die Band Bon Iver auf, die Lianne La Havas für ihre Nordamerika-Tour im Dezember 2011 verpflichteten. Ende 2011 wurde sie für den Newcomer-Preis Sound of 2012 der BBC nominiert.
Im Juli 2012 erschien ihr Debütalbum Is Your Love Big Enough?, das für den Mercury Music Prize nominiert und als „iTunes Album of the Year“ ausgezeichnet wurde. Das Album erreichte in den UK-Charts Platz 4, in den Niederlanden Platz 3.
Am 24. September 2012 war La Havas in der Manchester Cathedral Support von Alicia Keys. 2013 trat sie auf dem RockNess-Festival in Inverness, dem Glastonbury Festival und dem Isle of Wight Festival auf. La Havas arbeitete mit Prince zusammen und ist bei dessen Alben Art Official Age (2014) und HITnRUN Phase One (2015) als Gastsängerin vertreten.
Im Juli 2015 erschien Lianne La Havas’ zweites Album Blood, dessen Songs von einer Reise mit ihrer Mutter nach Jamaika inspiriert wurden. Es folgte eine Tour durch Großbritannien und Europa. 2016 war sie – gemeinsam mit Alessia Cara – auch als Vorsängerin der aus England stammenden Band Coldplay bei deren Welttournee im Einsatz.
Im Juli 2020 erschien das dritte Album Lianne La Havas.

## Diskografie

### Alben
- Is Your Love Big Enough? (2012)
- Blood (2015)
- Lianne La Havas (2020)

### Singles
- No Room for Doubt (mit Willy Mason) (2011)
- Forget (2011)
- Lost & Found (2012)
- Is Your Love Big Enough? (2012)
- Age (2012)
- Unstoppable (2015)
- What You Don’t Do (2015)
- Green & Gold (2015)
- Say a Little Prayer (live) (2016)
- Bittersweet (2020)
- Paper Thin (2020)
- Can’t Fight (2020)
- Weird Fishes (2020)
- Please Don’t Make Me Cry (2020)

### EPs
- Lost & Found (2011)
- Live in L. A.  (2011)
- Forget (2012)
- Spotify Sessions (2012)
- Spotify Sessions (2015)
- Blood Solo (2016)
- Live at the Round House (2020)

## Film
- Lianne La Havas. Jazzopen Stuttgart 2021. Regie: Michael Maschke. SWR, Arte, Deutschland, 2021